# 1818 Auskunft
Die 1818 Auskunft AG ist Betreiberin der privaten Auskunftsnummer 1818 in der Schweiz, die aus dem Ausland betrieben wird. Sie ist seit Oktober 2006 ein Tochterunternehmen der US-amerikanischen kgb Gruppe (vormals InfoNXX), die in Nordamerika sowie mehreren europäischen Ländern Auskunftsdienste anbietet. 

## Geschichte
Das Unternehmen hat seine Wurzeln in der 1999 gegründeten Auskunftsdienstleisterin Conduit Europe in Biel/Bienne, die die Nummer 1818 als private Auskunftsnummer betrieb. Im Oktober 2005 wurde Xentel von der deutschen telegate übernommen, die sich so im Schweizer Auskunftsmarkt einkaufte. Mit dem Verkauf wurde die Xentel AG in 1818 Auskunft AG umbenannt und der Sitz nach Zürich verlegt. Im Oktober 2006 stieg telegate aus dem Schweizer Auskunftsmarkt wieder aus und verkaufte die 1818 Auskunft AG an die US-amerikanische kgb, New York (ehemals: InfoNXX), die im Hinblick auf die anstehende Liberalisierung in den Schweizer Auskunftsmarkt einstieg. Damit verbunden war eine weitere Verlegung des Sitzes nach Biel. 
Der Auskunftsdienst der 1818 Auskunft AG hat 2007 als Siegerin bei den Qualitätstests der Sendung Kassensturz abgeschlossen. Anfang 2008 geriet der Auskunftsdienst in der Sendung Kassensturz nahestehenden Konsumentenmagazin K-Tipp in die Kritik, weil die Preise des Auskunftsdienstes wenige Monate nach Markteintritt bedeutend angehoben wurden. Der Vergleichsdienst Comparis stellte im Mai 2008 zudem fest, dass die bei 1818 seit 2006 erfolgte Preiserhöhung von 10 bis 25 Prozent nie kommuniziert worden war. Insgesamt erhöhte 1818 seine Preise seit der Liberalisierung des Auskunftsdienstes bis August 2009 schrittweise um knapp 40 Prozent.
Die Schweizer Telefonauskunft wurde per 1. Januar 2007 liberalisiert, um die nötigen Rahmenbedingungen zur Förderung des Wettbewerbs und der Preistransparenz zu schaffen. Laut einer im Mai 2008 veröffentlichten Analyse des Vergleichsdienstes Comparis resultiert für Konsumenten aus der Liberalisierung allerdings kein Nutzen. Die beiden Marktführer, 1811 von der Swisscom und 1818 teilen sich den Markt praktisch unter sich auf. Heute kosten Telefonauskünfte deutlich mehr als vor der Liberalisierung, gleichzeitig brach die Anzahl der Anrufe ein.
Der neue Auskunft-Service 1818 wurde mit einer Kommunikations-Kampagne lanciert, die von Swiss Marketing (SMC) als eine «der erfolgreichsten Produkteinführungen der letzten Jahre» bezeichnet wird. Auf ironische Weise spielt die Werbung auf die glorreichen 1970er-Jahre des Schweizer Skisports an. Die sportliche Reminiszenz wird von den zwei leicht schrägen, aber stark engagierten Exponenten «18» und «18» umgesetzt. Ihre Skianzüge entsprechen in Farbe und Schnitt dem der Schweizer Nationalmannschaft, die Helme sind originale Rennsporthelme aus den 1970er-Jahren.
Seit dem 31. August 2015 werden sämtliche deutsch- und englischsprachigen Anrufe nach Wien umgeleitet, jene auf Französisch und Italienisch nach Marokko. In Wien (Call Center: 118811 Die Nummer GmbH) ist ein Team aus Auslandschweizern und Vorarlbergern aufgebaut worden. Alle Mitarbeiter verstehen und sprechen Schweizerdeutsch. Sämtliche Mitarbeiter in der Schweiz wurden freigestellt, da ein Umzug ins Ausland für keinen von ihnen in Frage kam.

## Dienstleistungen
Unter der Nummer 1818 bietet die 1818 Auskunft AG nationale und internationale Verzeichnisauskünfte zu einem einheitlichen Preis und in vier Sprachen (Deutsch, Französisch, Italienisch und Englisch) an. Darüber hinaus offeriert sie die kostenlose zusätzliche Übertragung der Verzeichnisinformationen per SMS. Weitere Zusatzdienste sind die Verbindungsherstellung «Connect» und die Anfrage per SMS «2-Way-SMS».